# Алиев, Джейхун Юсиф оглы
Джейхун Юсиф оглы Алиев или Джейхун Али (азерб. Ceyhun Yusif oğlu Əliyev və ya Ceyhun Əli; род. 16 февраля 1987, Сальянский район, Азербайджанская ССР, СССР) — азербайджанский телеведущий, спикер, модератор, тележурналист, младший советник государственной службы, специалист по связям с общественностью.
На данный момент является ведущим основного информационного выпуска İTV Xəbər на Общественном Телевидении. .

## Биография
Джейхун Али родился 16 февраля 1984 года в Сальянском районе Азербайджанской Республики. В 1991-1995 годах учился в лицее № 20 города Баку, в 1995-2001 годах продолжил обучение в Республиканской художественной гимназии по специальности «Сценическая речь – Культура речи». Высшее образование получил на филологическом факультете Бакинского Славянского Университета в 2001-2006 годах.  В совершенстве владеет азербайджанским, русским, английским, турецким языками. Джейхун Али – обладатель международного сертификата немецкой Академии Deutsche Welle в области Конфликтно-Сенсетивной журналистики (2009 г.).

## Карьера
Впервые появился на экранах в 2004 году.
С 2004 по 2006 год работал диктором, ведущим, корреспондентом и специальным корреспондентом Независимой телерадиокомпании ANS. В 2006 году был приглашен в Независимую Телерадиокомпанию "Azad Azərbaycan", где на протяжении двух лет проработал диктором, ведущим, корреспондентом, специальным корреспондентом, помощником главного редактора и редактором отдела общественно-политических программ.
С целью повышения своих знаний в области телевидения в 2008 году взял перерыв для прохождения стажировки на зарубежных телеканалах (РТР, Эксперт ТВ).
В конце 2008 года был назначен директором отдела общественно-политических программ Независимой телерадиокомпании АNTENN. В 2009-2010 годах занимал позицию руководителя бакинской студии RTV.
С 2010 по 2018 год работал редактором отдела общественно-политических программ Независимой Телерадиокомпании "Azad Azərbaycan", ведущим программы «ATV Xəbər», специальным корреспондентом и редактором информационно-аналитической программы «Həftə Sonu». С этого года он представляет ATV в качестве тележурналиста, аккредитованного Администрацией Президента Азербайджанской Республики.
В 2018-2019 годах управлял отделом по связям с общественностью и корпоративным коммуникациям в AzerTelecom.
В 2020-2021 годах занимал должность управляющего отделом по связям с общественностью и прессой Милли Меджлиса.
С 2018 года работает телеведущим и редактором Общественного телевидения (ITV).
В 2023 году принял участие в песенном вокальном телешоу «Маска» в образе Ковра и покинул шоу в четвёртом выпуске.